# Terminal Rodoviário Heitor Eduardo Laburu
O Complexo Empresarial Terminal do Oeste Heitor Eduardo Laburu, conhecida também por Estação Rodoviária Heitor Eduardo Laburu, foi um Terminal rodoviário que funcionou no bairro Amambaí, regiao central de Campo Grande, capital do estado de Mato Grosso do Sul. O terminal funcionou por cerca de 37 anos entre 1973 e 2010 e atualmente funciona como centro comercial.

## Características
O imóvel possuia características da arquitetura moderna que abriga o Centro Comercial Condomínio Terminal do Oeste, cuja inauguração aconteceu em 16 de outubro de 1976 e mobilizou a sociedade campo-grandense. Com suas 2 salas de cinema (Cine Center e Cine Plaza), moderníssimas à época, a rodoviária se transformou logo num dos principais pontos de encontro da cidade. Hoje, já não atendendo as atuais demandas impostas pelo crescimento demográfico de Campo Grande, a Rodoviária ainda sobrevive com suas salas comerciais, pontos de embarque e desembarque de ônibus urbanos e outros de caráter intermunicipal e inter-estadual à espera de novos tempos. A construção da rodoviária foi marcada por três momentos importantes antes de sua inauguração, às 20h do dia 16 de outubro de 1976. O primeiro deles ocorreu em 14 de janeiro de 1973 quando o então prefeito Antônio Mendes Canale autorizou o funcionamento da plataforma interurbana, embora menos de um terço de toda a obra tivesse sido concluída. O segundo momento aconteceu em 15 de maio de 1975 quando foi inaugurada a plataforma urbana, na administração do prefeito Levy Dias. A terceira e última fase foi marcada pela entrega dos terminais e condomínio. A construção de todo o complexo durou quase 9 anos - de dezembro de 1967 a outubro de 1976 - e foi então avaliada em aproximadamente 1,5 milhões de cruzeiros (moeda da época). Projeto do arquiteto Adyr de Moura Ferreira, professor da Faculdade de Lins, teve como base construções feitas em São Paulo e Rio de Janeiro e, na ocasião, foi considerado arrojado e moderno. No entanto, posteriormente o prédio precisou ser submetido a reformas para minimizar certos desconfortos que surgiram com o passar dos anos. Nesta época, o local onde atualmente é a região central de Campo Grande era considerado afastado e desvalorizado. O acesso à rodoviária, que foi construída numa chácara, era possível apenas pela Rua Y Juca Pirama, atual Cândido Mariano. Sem a informação precisa de quantas pessoas passaram pela rodoviária desde a inauguração das plataformas, os administradores dizem que somente do período de 1994 a 2008, mais de 11,5 milhões de passageiros utilizaram o serviço de transporte. Diariamente, cerca de 500 ônibus passaram pela rodoviária e o fluxo de pessoas fica em torno de duas mil. Com diversas lojas, o terminal rodoviário era um dos mais procurados espaços comerciais da cidade.
Em 27 de dezembro de 2009 uma das lojas que funcionava dentro da então rodoviária pegou fogo. A causa foi um curto-circuito na fiação da loja.. Em 31 de janeiro de 2010, exatamente às 23h59, o Centro Comercial deixou de funcionar como a estação rodoviária de Campo Grande. Sendo assim o Terminal Rodoviário Senador Antônio Mendes Canale ocupou posto de nova rodoviária de Campo Grande, com uma estrutura mais moderna e eficiente.. Em 7 de junho de 2010 a prefeitura iniciou as reformas no antigo terminal rodoviário. A proposta é instalar uma universidade e também transformar o local em sede de uma unidade da Guarda Municipal, que atualmente vive em um local alugado. Com isso o centro comercial deve voltar aos tempos em que atingia bons faturamentos, revitalizando todo a região na qual está instalado o prédio.